# Totalvariationsnorm
Die Totalvariationsnorm ist ein Begriff aus der Maßtheorie, einem Teilgebiet der Mathematik, das sich mit der Verallgemeinerung von Längen- und Volumenbegriffen beschäftigt. Die Totalvariationsnorm ordnet jedem signierten Maß eine Zahl zu und definiert damit eine Norm auf dem Vektorraum der signierten Maße. Die von der Norm induzierte Metrik wird dann auch Totalvariationsabstand oder Totalvariationsmetrik genannt.
Teils findet sich auch die Bezeichnungen Totalvariation oder Totale Variation. Diese sind jedoch zweideutig, sie werden auch für das aus positiver Variation und negativer Variation zusammengesetzte Maß, die Variation des Maßes, verwendet.

## Definition
Gegeben sei ein signiertes Maß {\displaystyle \nu } auf dem Messraum {\displaystyle (\Omega ,{\mathcal {A}})} und sei {\displaystyle \nu =\nu ^{+}-\nu ^{-}} die Jordan-Zerlegung des signierten Maßes und sei {\displaystyle \Omega =P\cup N} die Hahn-Zerlegung des Grundraumes sowie {\displaystyle |\nu |} die Variation des signierten Maßes. Dann heißt
{\displaystyle \Vert \nu \Vert _{TV}:=\nu (P)-\nu (N)=\nu ^{+}(\Omega )+\nu ^{-}(\Omega )=|\nu |(\Omega )}
die Totalvariationsnorm des signierten Maßes {\displaystyle \nu }.

## Beispiele
Ist die Grundmenge {\displaystyle \Omega =\{1,\dots ,n\}} für ein fixiertes {\displaystyle n\in \mathbb {N} }, so lässt sich jedes endliche signierte Maß durch einen Vektor {\displaystyle x\in \mathbb {R} ^{n}} definieren durch
{\displaystyle \nu (A)=\sum _{i\in A}x_{i}}.
Die Hahn-Zerlegung wäre dann
{\displaystyle P=\{i\in \Omega \,|\,x_{i}>0\}{\text{ und }}N=\{i\in \Omega \,|\,x_{i}<0\}}.
Demnach ist die Totalvariation des signierten Maßes
{\displaystyle \Vert \nu \Vert _{TV}=\sum _{i=1}^{n}|x_{i}|=\Vert x\Vert _{1}}
genau die 1-Norm des Vektors.
Besitzt das signierte Maß {\displaystyle \nu } eine Dichte {\displaystyle f} bezüglich eines Maßes {\displaystyle \mu }, ist also
{\displaystyle \nu (A)=\int _{A}f\mathrm {d} \mu },
so ist die positive Variation durch {\displaystyle \nu ^{+}(A)=\int _{A}\max(f,0)\mathrm {d} \mu } und die negative Variation durch {\displaystyle \nu ^{-}(A)=-\int _{A}\min(f,0)\mathrm {d} \mu } gegeben. Demnach ist
{\displaystyle \Vert \nu \Vert _{TV}=\int _{\Omega }\max(f,0)\mathrm {d} \mu -\int _{\Omega }\min(f,0)\mathrm {d} \mu =\int _{\Omega }|f|\mathrm {d} \mu }.

## Eigenschaften
- Die Totalvariationsnorm macht die endlichen signierten Maße zu einem vollständigen Vektorraum, der sich sogar anordnen lässt.
- Wie für jede Norm lässt sich aus der Totalvariationsnorm eine Metrik definieren durch

{\displaystyle d(\mu ,\nu )=\Vert \mu -\nu \Vert _{TV}}.
Diese heißt Totalvariationsmetrik oder Totalvariationsabstand. Diese Bezeichnungen werden insbesondere bei der Untersuchung von Teilmengen der signierten Maße verwendet, die keine Unterräume der signierten Maße sind. Beispiele hierfür sind die endlichen Maße, die Sub-Wahrscheinlichkeitsmaße und die Wahrscheinlichkeitsmaße.
- Für endliche Maße auf der Borelschen σ-Algebra eines metrischen Raumes folgt aus der Konvergenz bezüglich des Totalvariationsabstandes die schwache Konvergenz.
- Der Totalvariationsabstand ist für Wahrscheinlichkeitsmaße mit Dichten äquivalent zum Hellingerabstand.